# Teresa Meroni
Teresa Meroni (Milano, 1885 – Como, ottobre 1951) è stata un'operaia, sindacalista e socialista italiana.
Nacque nel comune lombardo da una famiglia operaia. È stata una guida nel movimento operaio, grazie alla quale, gli abitanti della Val di Bisenzio riuscirono ad ottenere dei miglioramenti soprattutto nel campo dei diritti dei lavoratori.

## Biografia
Teresa Meroni, un nome qualunque che nasconde la storia di una donna coraggiosa, intraprendente, forte, determinata, insomma, una donna diversa da tutte le altre.
Ma in fondo chi è Teresa Meroni? Molte persone oggi, sentendo questo nome, potranno pensare che questo è solo un nome, invece negli ultimi anni che precedettero la prima guerra mondiale, fu un punto di riferimento grazie al quale gli operai ottennero delle importanti conquiste riguardanti le loro condizioni lavorative.
La "Teresina", così soprannominata affettuosamente dai cittadini della Val di Bisenzio, nacque a Milano nel 1885 da una famiglia operaia. Già da giovanissima si iscrisse al partito socialista, da poco fondato a Genova, e si impegnò nella lotta per i diritti dei lavoratori.
La sua storia si intreccia con quella di Giovan Battista Tettamanti, considerato una guida nel movimento operaio comasco. Iniziò così, nel 1914, la loro convivenza, periodo in cui Battista era già vedovo della stiratrice Ida Bianchi Girani morta nel 1911. Il rapporto tra la Meroni e Tettamanti, divenuto matrimonio civile nel 1930, portò alla nascita, nel 1920 dell'unico figlio Vladimiro, morto nel 1943 sul fronte tunisino. Successivamente si trasferirono nella Val di Bisenzio, precisamente a Vaiano, in quanto Tettamanti fu chiamato a dirigere la Lega Laniera Vaianese.
Egli venne chiamato al fronte nel settembre del 1915, ed è così che la Meroni prese la guida dell'associazione socialista.
All'entrata in guerra dell'Italia, in Val di Bisenzio le fabbriche erano militarizzate, cioè lavoravano per l'esercito, ma le condizioni, rispetto a tanti altri casi, non erano pessime; le donne dovevano svolgere anche il lavoro degli uomini, in quanto questi ultimi erano a combattere al fronte contro gli eserciti nemici.

## La campagna per i diritti dei lavoratori

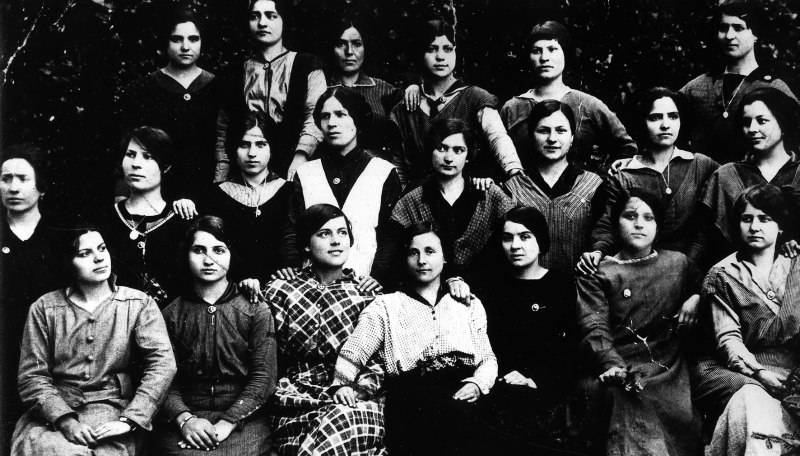
Un gruppo di lavoratrici della Val di Bisenzio

All'entrata in guerra dell'Italia, e di conseguenza all'"abbandono" di Tettamanti della Lega Laniera Vaianese, la Meroni sostituì il compagno.
Dopo i primi anni di guerra, in Val di Bisenzio le condizioni di vita erano drammatiche: all'inizio del 1917 non c'era da mangiare, era raddoppiato il costo delle merci trasportate e si era sparsa la voce che tutto il raccolto di cereali di quell'anno sarebbe stato requisito. Mentre continuavano ad arrivare telegrammi che annunciavano morti e feriti al fronte, nel giugno del 1917 furono chiamati a combattere anche i ragazzi nati nel 1899, giovanissimi e impreparati. Ed è così, che il 2 luglio 1917, 400 donne iniziarono una coraggiosa forma di protesta, guidata dall'inarrestabile Teresa Meroni. Le manifestanti rivendicavano non solo la pace, ma anche i diritti dei lavoratori; credevano in una società dove le donne sarebbero state poste allo stesso livello rispetto agli uomini e, speravano in un mondo che avrebbe garantito loro la pace e le libertà fondamentali.

## L'inizio della marcia
La marcia iniziò a Cantagallo e proseguì fino ad arrivare alle porte di Prato, passando attraverso dei piccoli paesini della Val di Bisenzio, come Mercatale di Vernio, Carmignanello, Vaiano, La Tignamica e La Briglia. 
Una volta giunte alla Briglia, le donne decisero di seguire il sentiero che passava a mezza costa, lungo la riva sinistra del Bisenzio, per evitare di imbattersi nelle forze dell'ordine, che le avrebbero attese sulla strada principale.
Lungo l'itinerario, la "Teresina", grazie alla sua determinazione, riuscì a coinvolgere le 1500 donne occupate nelle fabbriche della Val di Bisenzio, che lasciarono il proprio posto di lavoro per unirsi alla marcia, aggiungendosi quindi agli altri scioperi che stavano dilagando in tutto il territorio.
Le donne, sicure di raggiungere il loro obiettivo, scesero dai monti per ricongiungersi alle altre manifestanti di Prato,  ma furono ugualmente bloccate dalle forze dell'ordine, le quali, in segno di disprezzo, lanciarono contro Teresa alcune monetine. La Meroni, raccogliendole, gridò contro i cavalleggeri che le si opponevano:"Allora andremo a bere alla salute delle donne!".

## La conclusione della marcia, il processo e la condanna
Durante il processo che la vide imputata, Teresa Meroni, fu condannata a tre mesi di reclusione e a 60 lire di multa. Venne considerata una vera e propria rivoluzionaria, e giudicata in tribunale non solo per aver organizzato la marcia pacifica, ma soprattutto per aver offeso l'ufficiale De Santis, dicendogli: "Vigliacco, imboscato!".
Nel mese di gennaio del 1918, si rivolse nuovamente alle donne della Val di Bisenzio incitandole ad essere sempre tenaci nella difesa dei loro diritti, e come scrisse "saranno le donne che diranno alla borghesia: basta oscuratismo, basta ignoranza, basta pregiudizi, basta GUERRA!", e proprio per questo fu allontanata da Vaiano con foglio di via obbligatorio per Livorno, il 16 febbraio del 1918.
Nell'ottobre di quell'anno rischiò di morire a causa di una grave malattia, probabilmente la Spagnola, mentre era confinata in un paesino della Garfagnana .
Nonostante il periodo di tempo trascorso in isolamento, non si arrese e una volta uscita, insieme al suo compagno Tettamanti, ritornato nel 1918, al termine della guerra, continuarono clandestinamente a lottare per ottenere più diritti.
Grazie alla forte determinazione e tenacia di Teresa Meroni, i lavoratori della Val di Bisenzio ottennero delle importanti modifiche per quanto riguarda soprattutto i diritti dei lavoratori: infatti, all'inizio del 1919, la prima e più importante vertenza sindacale fu quella per il riconoscimento delle 8 ore lavorative. L'accordo raggiunto prevedeva tra l'altro, che in cambio del lavoro pomeridiano del sabato, i datori di lavoro versassero alcune quote per la costruzione di due Case del Popolo, una a Prato e l'altra a Vaiano. Tutto questo fu concesso agli abitanti della Val di Bisenzio, visto che la Meroni, assieme al suo compagno operò nella regione pratese.
Questa grande figura femminile, che ha dedicato gran parte della sua esistenza ai valori fondamentali dell'uomo, ai diritti dei lavoratori e delle donne, morì nell'ottobre del 1951 a Como.
Dopo la sua morte, gli abitanti della Val di Bisenzio, sentirono di aver perso il loro principale punto di riferimento che gli aveva guidati negli anni più difficili della guerra.